# 네페리르카레

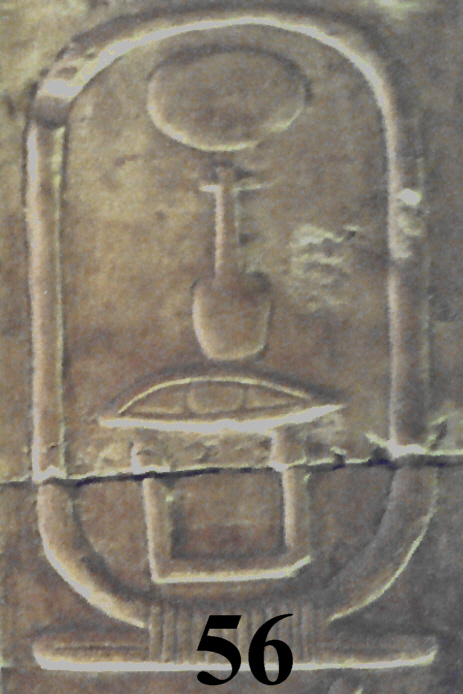

네페리르카레는 이집트 제1중간기의 파라오이다.
그의 이름은 아비도스 왕 목록에만 나온다. 토리노 파피루스에는 그의 이름이 나올 자리가 유실되어 있으며, 1년 6달이라는 통치기간만 나온다.
아비도스 왕 목록에는 네페리르카레 다음에 바로 이집트 제11왕조의 멘투호테프 2세로 넘어가 버리기 때문에, 그를 제8왕조의 마지막 파라오로 추측할 수 있으나, 그에 대한 고고학적인 근거는 전무하다.
| 전임 네페르카우호르 ? | 이집트 제8왕조의 파라오 ? 1년 6달 ? | 후임 케티 1세 ? 와지카레 ? |